# Jørgen Johansen (fodboldspiller)
 Der er flere personer med dette navn, se Jørgen Johansen (flertydig).
Jørgen Christian Bøgelund Johansen (født 24 februar 1928 i Roskilde, død 6. november 1994 på Frederiksberg) var en dansk fodboldspiller.
Jørgen Johansen spillede målmand i KB. Efter en enkelt ungdomslandskamp i 1950 fik han debut som 24-årig på A-landsholdet i 1952 ved OL i Helsinki, da den ellers normale landsholdsmålmand, Kaj Jørgensen fra AB, ikke kunne deltage på grund af sit arbejde.
Den første kamp ved legene blev spillet den 15. juli i Tampere mod Grækenland, en kamp som Danmark vand5 2-1. Danmark vandt den næste kamp 2-0 over Polen, men tabte derefter 5-3 til Jugoslavien i Helsinki. Johansen spillede alle tre kampe og nåede i alt ni A-landskampe 1952-1953 samt to B-landskampe (1954 og 1957).